# Centuria Romana Macarena
La Centuria Romana Macarena es un grupo que procesiona vestido como la Guardia Pretoriana de Poncio Pilato. Acompañan el paso del Jesús de la Sentencia de la Hermandad de la Esperanza Macarena, durante su estación de penitencia de la madrugada del Viernes Santo de la Semana Santa de Sevilla. Sus miembros son conocidos como los «armaos».

## Historia
El primer grupo data de entre 1653 y 1657. Estaba constituido por unos veinticinco feligreses de la parroquia de San Gil. Portaban armas alquiladas procedentes del Milanesado y Reino de Nápoles. Estas armas se almacenaban en la alhóndiga y en la torre de la puerta de Triana. Hay constancia de que salieron en el siglo XVIII. Tras 150 años sin salir, volvieron a hacerlo en 1805. No obstante, tras la invasión francesa de la ciudad en 1810 esta organización desapareció. Hubo intentos de reorganizarla en 1865 y 1892.
Se reorganizó en 1897, contando con una autorización del cardenal arzobispo Luis de la Lastra. El uniforme fue rediseñado por Rodríguez de Ojeda en 1915. Jesús Domínguez rediseñó la coraza en los años 50.
En 1978 su número de miembros era de 79, entre los cuales había un miembro con el título de capitán, uno de teniente, uno de alférez y veintiséis miembros de la banda de música.
Los miembros de la Centuria Romana seguirían creciendo con el paso de los años hasta llegar al centenar, a lo que debemos sumar el enorme número de aspirantes que espera su ingreso en tan nutrido grupo que acompaña a la cofradía de la Hermandad de la Macarena en la madrugada del Viernes Santo de la Semana Santa de Sevilla.
 El grupo también cuenta con varios miembros con el título de cabos.

## Discografía
La Banda de Cornetas y Tambores Centura Romana Macarena ha sacado los siguientes discos:
- ‘’Semana Santa en Sevilla (1982)
- Aniversario (1991)
- Centuria Romana (1996)
- Centuria Romana (2001)
- Centuria Romana (2005)
- Reina de San Antonio (2005) (solo interpreta una marcha)
- Centuria Romana (2006)
- Evocación I (2009)
- Evocación II (2009)
- Roma (2018)